# Johan Falk: Organizatsija Karayan
Johan Falk: Organizatsija Karayan, es una película de acción estrenada el 7 de noviembre de 2012 dirigida por Richard Holm. La película es la decimotercera entrega de la franquicia y forma parte de las películas de Johan Falk.

## Sinopsis
Cuando Örjan Bohlin, el padre biológico de Nina, la hijastra del oficial Johan Falk quiere conocerla mejor, Johan no está de acuerdo en especial cuando descubre que su empresa de construcción está en deuda con una organización de la mafia rusa conocida como "Karayan". Cuando Örjan no puede pagar sus deudas los rusos secuestran a Nina, por lo que Falk y el Equipo de Investigaciones Especiales "GSI" deben buscar la forma de rescatarla.

## Personajes

### Personajes principales
| Actor             | Personaje        | Ocupación                            |
| ----------------- | ---------------- | ------------------------------------ |
| Jakob Eklund      | Johan Falk       | Oficial de la Unidad GSI             |
| Joel Kinnaman     | Frank Wagner     | Informante / Infiltrado              |
| Jens Hultén       | Seth Rydell      | Gánster                              |
| Meliz Karlge      | Sophie Nordh     | Oficial de la Unidad GSI             |
| Anastasios Soulis | Felix Rydell     | Jefe de la Unidad GSI                |
| Mårten Svedberg   | Vidar Pettersson | Oficial de la Unidad GSI             |
| Mikael Tornving   | Patrik Agrell    | -                                    |
| Johan Hedenberg   | Örjan Bohlin     | Dueño de una Empresa de Construcción |
| Alexander Karim   | Niklas Saxlid    | Oficial de la Unidad GSI             |
| Zeljko Santrac    | Matte            | Oficial de la Unidad GSI             |
| André Sjöberg     | Dick Jörgensen   | Oficial de la Unidad GSI             |
| Jonna Järnefelt   | Kaie Saar        | -                                    |
| Tobias Zilliacus  | Zanko Zajkov     | -                                    |
| Hanna Alsterlund  | Nina Andersson   | -                                    |
| Marie Richardson  | Helén Andersson  | -                                    |

### Personajes secundarios
| Actor                   | Personaje        | Ocupación                             |
| ----------------------- | ---------------- | ------------------------------------- |
| Fredrik Dolk            | Peter Kroon      | Detective Inspector                   |
| Philip Panov            | Stefano Heldna   | -                                     |
| Sergej Merkusjev        | Andrei Dudajev   | Criminal                              |
| Georgi Staykov          | Madis Mägi       | -                                     |
| Christian Brandin       | Conny Lloyd      | Gánster / Miembro de la Banda de Seth |
| Jessica Zandén          | Eva Ståhlgren    | Jefa del Condado de Crimea            |
| Hanna Ullerstam         | Ann-Louise Rojas | -                                     |
| Thomas Nilsson          | Lill-Gnistan     | -                                     |
| Helena Eliasson         | Annika           | -                                     |
| Ruth Vega Fernández     | Marie Lindell    | Novia de Frank                        |
| Vide Hedendahl          | Kalle Wagner     | Hijo de Frank                         |
| Alvina Nilsson          | Luna Rydell      | Hija de Seth                          |
| Isidor Alcaide Backlund | Ola Falk         | Hijo de Johan                         |
| Jonas Bane              | Bill             | Novio de Nina                         |
| Dennis Alvdén           | Robin Agrell     | Hijo de Patrick                       |
| Tom Lidgard             | Max Agrell       | Hijo de Patrick                       |
| Carlos Paulsson         | Johnny Ahmad     | -                                     |
| Magnus Roosmann         | Olof Fredrixon   | Abogado de la Mafia                   |
| Benjamin Ikhine Aagaga  | Toni             | -                                     |
| Åsa Gustafsson          | Cecilia Evansson | -                                     |
| Suzanna Santrac         | -                | Esposa de Matte                       |
| Johan Eriksson          | -                | Abogado de Örjan                      |
| Stefan Cronwall         | -                | Capataz de la Construcción            |
| Rune Temte              | -                | Encargado de la Construcción          |
| Marcus Olsson           | -                | Empleado de la Construcción           |
| David Åhlstig           | -                | Empleado de la Construcción           |
| Anoshirvan Parvazi      | -                | Maestro de Obra                       |
| Lars Magnus Larsson     | -                | CEO de la Compañía de Seguros         |
| Johan af Wetterstedt    | -                | Oficial de Policía                    |
| Pierre Hautau           | -                | Oficial de Policía                    |
| Mats Larsson            | -                | Oficial de Policía                    |
| Liz Essman              | -                | Oficial de Policía                    |
| Petter Carlsson         | -                | Funcionario de la Prisión             |
| Aita Päts Fadera        | -                | -                                     |
| Melissa Mjöberg         | -                | -                                     |
| Disa Clementsson        | -                | -                                     |
| Anna Åsberg             | -                | -                                     |
| Magnus Lindberg         | -                | Conductor de Camión                   |
| Mikael Brolin           | -                | -                                     |
| Majken Jansson          | -                | Miembro del Coro                      |
| Solvej Jansson          | -                | Miembro del Coro                      |
| Leya Wilks              | -                | Miembro del Coro                      |
| Elin Winberg            | -                | Miembro del Coro                      |
| Lova Winberg            | -                | Miembro del Coro                      |

## Producción
La película fue dirigida por Richard Holm, escrita por Viking Johansson con el apoyo de los escritores Anders Nilsson y Joakim Hansson.
Producida por Joakim Hansson, con la participación de los ejecutivos Jessica Ask, Klaus Bassiner, Calle Jansson, Nina Lenze y Åsa Sjöberg. 
La edición estuvo a cargo de Fredrik Morheden.
La música estuvo bajo el cargo de Bengt Nilsson, mientras que la cinematografía en manos de Andreas Wessberg.
Filmada en Estocolmo, Condado de Estocolmo, en Gotemburgo y en Gärdhem, Västra Götaland, en Suecia; en Tallin en Estonia y en Villefranche-sur-Mer, Alpes-Maritimes, en Francia.
La película fue estrenada el 7 de noviembre de 2012 en con una duración de 1 hora con 37 minutos en Suecia.	
La película contó con el apoyo de la compañía productora "Strix Drama". 
En el 2012 la película fue distribuida por "Nordisk Film" en Suecia por DVD y en el 2013 por "Red Arrow International" en todo el mundo y por todos los medios de comunicación, otra compañía que contribuyó fue "Brundin Casting" en el elenco.

### Emisión en otros países
| País     | Título                                         | Fecha de Estreno       |
| -------- | ---------------------------------------------- | ---------------------- |
| Alemania | GSI - Spezialeinheit Göteborg - Gegen die Zeit | 5 de noviembre de 2012 |
| Hungría  | Johan Falk: Emberrablás                        | -                      |